# Кудлик, Роман Михайлович
Роман Михайлович Ку́длик (1941—2019) — украинский поэт, либреттист, автор текстов песен, многолетний редактор литературного журнала «Дзвін». Лауреат литературной премии имени Василия Мысика (1997) и имени Маркиана Шашкевича (2002).

## Биография
Роман Михайлович Кудлик родился 4 мая 1941 года в Ярославе, школьные годы прошли в Дрогобыче. В 1964 году окончил филологический факультет Львовского национального университета, к этому времени относится начало публикаций его поэтических сборников. Отдельно были подготовлены пять сборников стихотворений:
- Розмова (1963)
- Весняний більярд (1968)
- Яблуневі ліхтарі (1979)
- Листя дикого винограду (1987)
- Горішня брама (1991)

Помимо стихотворений, является автором либретто и слов песен для опер Богдана Янивского «Олесская баллада», «Царевна-лягушка» и его же мюзикла «Кольцо искушения».
Автор текстов песен, которые исполняли Владимир Ивасюк и Игорь Билозир.